# Rehlingen-Siersburg
Rehlingen-Siersburg (in francese Réhling-Sierbourg) è un comune tedesco di 14 343 abitanti, situato nel land della Saarland.